# Chemodegradace
Chemodegradace je proces, který využívá prostředí jako zdroj chemicky účinných látek indukujících degradaci plastu, většinou v kombinaci s nějakým dalším vlivem (fyzikálním, biologickým). Chemodegradace je účinná především u plastických hmot, které mají ve svém řetězci zavedeny funkční skupiny. Zatímco polyetylen je díky svojí jednoduché stavbě z etylenových jednotek relativně odolný vůči chemickým vlivům, je v případě přítomnosti hydroxylových skupin odolnost plastické hmoty s těmito skupinami snížena. Polyvinylalkohol, který obsahuje tyto funkční skupiny, reaguje dokonce s vodou a rozpouští se v ní. Podobně jsou méně chemicky odolné plasty, u kterých jsou vodíky etylenové jednotky nahrazeny acetátovými funkčními skupinami, jako například polyvinylacetát nebo polyakrylové kyseliny. Obecně lze říci, že čím více je na molekule polymeru funkčních skupin, tím snadněji u nich může probíhat degradace. Výjimkou je například polytetrafluoretylen (teflon), který, přestože má nahrazeny vodíky reaktivním fluorem, odolává takřka všem chemickým činidlům.